# Groenewold (carrosseriebouwer)

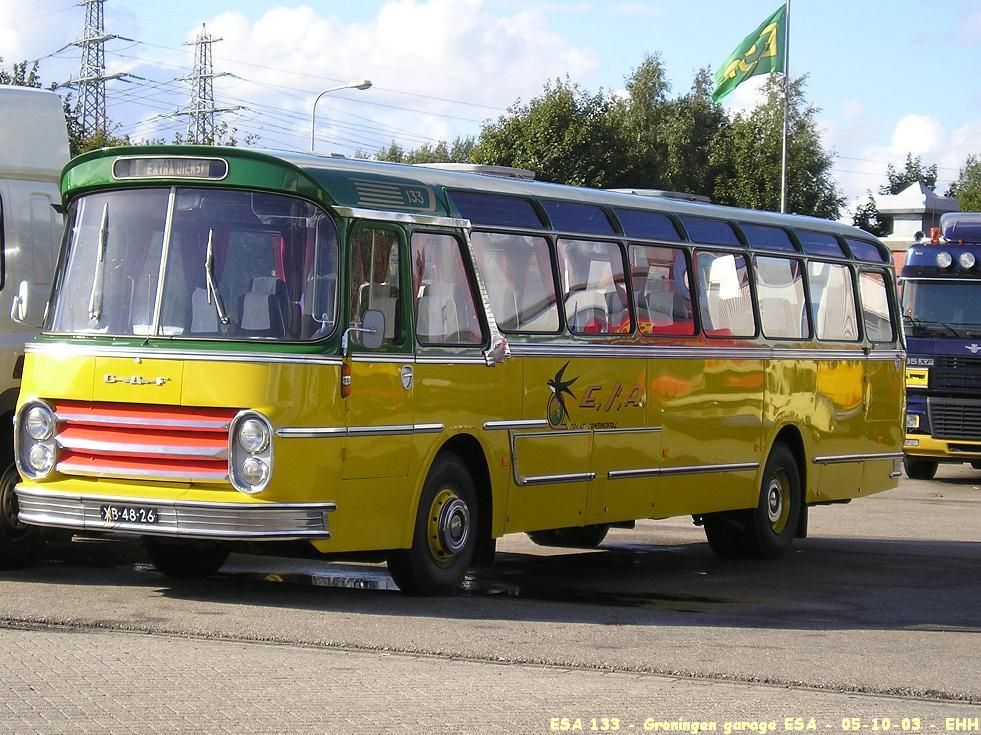
DAF-bus ESA 133 uit 1964 met carrosserie van Groenewold, eigendom van het Nationaal Bus Museum, op 5 oktober 2003 (foto E.H. Helmholt).

Groenewold Carrosserie B.V. - oorspronkelijk genaamd Groenewold's Carrosseriefabriek - te Hoogezand is een Nederlands bedrijf dat van 1947 tot 1967 carrosserieën bouwde van touringcars en van autobussen voor het openbaar vervoer en zich sindsdien toelegt op de fabricage van autotransporters.

## Geschiedenis
Het bedrijf kwam voort uit de firma Groenewold & Smit te Appingedam, die sinds 1935 bestond als voortzetting van het carrosseriebedrijf van A. en H. Bos. Na de bevrijding besloten de eigenaren Groenewold en Smit uiteen te gaan en ieder voor zichzelf te beginnen. Smit bleef gevestigd in Appingedam en Groenewold bouwde in 1947 zijn eigen fabriek in Martenshoek bij Hoogezand. Door de wederopbouw na de Tweede Wereldoorlog was er een grote behoefte aan bussen voor het openbaar vervoer, zodat beide fabrieken verzekerd waren van voldoende orders om zelfstandig te overleven. 
Groenewold heeft geleverd aan veel busbedrijven, vooral in de noordelijke provincies, maar ook daarbuiten. Groenewolds vormgeving was in de vroege jaren vijftig sterk geënt op die van de carrosseriefabriek Verheul, maar later vond men een meer eigen 'gezicht'. De grootste afnemer was de ESA te Marum, die 58 bussen door Groenewold heeft laten bouwen. Veelal werden die in ruwbouw afgeleverd en zorgde de ESA zelf voor de afwerking. Andere bekende cliënten waren de fa. Bergman te Ter Apel en de Roland te Slochteren. In tegenstelling tot zijn ex-compagnon Smit en de derde Groninger busbouwer Medema te Appingedam, heeft Groenewold aan geen van de andere openbaar-vervoerbedrijven in het noorden des lands geleverd, maar des te meer aan allerlei touringcarbedrijven. Daarnaast heeft Groenewold vele bibliobussen gebouwd. In 1960 werd het Carrosserie Bedrijf Emmen (CBE) te Emmen overgenomen.
In 1967 stopte Groenewold met de bouw van bussen, omdat de concurrentie van grotere binnen- en buitenlandse fabrikanten, die dankzij moderne productiemethoden voor een lagere prijs konden werken, te groot werd. In datzelfde jaar bouwde ook Smit Appingedam zijn laatste bussen. Medema was al in 1960 gestopt, zodat hiermee een einde gekomen was aan de bussenbouw in de provincie Groningen. 
Na de periode van de touringcars is Groenewold zich gaan toeleggen op de fabricage van autotransporters. Sinds 2010 is Groenewold tevens producent van de EcoLog, een hulpframe waarmee een trekker kan worden aangepast voor andere doeleinden.